# Alchemilla linderi
Alchemilla linderi é uma espécie de rosácea do gênero Alchemilla, pertencente à família Rosaceae.